# Darina Mišurová
Darina Mišurová (Banská Bystrica, 25 settembre 1981) è un'ex cestista slovacca.

## Carriera
Con la Slovacchia ha disputato i Campionati europei del 2011.